# Badenborn
Badenborn ist ein Ortsteil der Ortsgemeinde Eßlingen im Eifelkreis Bitburg-Prüm in Rheinland-Pfalz.

## Geographische Lage
Badenborn liegt rund 1 km südlich von Eßlingen an der K 22 in Richtung Meckel. Der Ortsteil ist von landwirtschaftlichen Nutzflächen und relativ flachem Gelände umgeben.

## Geschichte
Für eine frühe Besiedelung des Gebietes um Badenborn spricht der Fund von Grabhügeln nordöstlich von Badenborn im Bereich des Försterberges. Zunächst wurde ein Grabhügel mit einem Durchmesser von 12 bis 15 m bei einer Höhe von 1,20 m entdeckt, der von drei kleineren Grabhügeln umgeben ist. Später fand man in diesem Gebiet zahlreiche weitere Grabhügel, wobei die Zeitstellung unbekannt ist.
Badenborn gehörte zu den ältesten Gütern der Trierer Frauenabtei Oeren-Sankt Irminen. Der Ort ist 1098 (Frühmittelalter) und 1216 als Besitz des Trierer Sankt Simeonstifts bezeugt, wurde 1215 an das Zisterzienserinnenkloster Sankt Thomas an der Kyll verpachtet und ging 1254 in den Besitz dieses Klosters über. Wie das 1672 abgetretene Eßlingen gehörte der Ortsteil schon vor 1325 zur Propstei Bitburg, bei der er bis 1795 verblieb. Von 1495 bis 1531 ist Badenborn in Feuerstättenverzeichnissen wiederholt als ein Haushalt genannt. Um die Mitte des 19. Jahrhunderts wurde er von 13 Einwohnern bewirtschaftet. Eine alte Kapelle wurde angeblich 1806 zerstört. Bis 1969 bildete der Hof eine eigene Ortsgemeinde.

## Kultur und Sehenswürdigkeiten

### Hof Badenborn
Der Ortsteil ist vor allem durch den 1765 (Barock) errichteten Hof Badenborn geprägt. Das den Hof rückwärts abschließende, traufständige Wohnhaus besitzt segmentbogig geschlossene Fenster in acht Achsen, von denen drei auf eine nachträgliche Erweiterung nach Norden entfallen. Der Eingang des älteren Gebäudes, auf dem Scheitelstein des Sturzes unter dem Oberlicht 1765 bezeichnet, ist durch eine zeittypische Portalrahmung ausgezeichnet. Wirtschaftsgebäude und Hofpflasterung sind jünger; am ältesten ist wohl der zum Wohnhaus hin liegende Teil des nördlichen Stalls. Am südlichen Stall befindet sich ein Türsturz mit plumper Darstellung eines Pferdes und der Inschrift JOHANNES BILLEN 1805. An die Giebelseite desselben Stalles wurde ein Reliefstein mit dem Bild eines Schafes und über den Scheunentorbogen eine 1783 datierte Spolie versetzt.

### Kapelle
Nachdem die ursprüngliche Kapelle 1806 zerstört wurde, errichtete man 1811 (Klassizismus) eine neue Kapelle. Diese ist dem heiligen Markus gewidmet. Der zweiachsige Bau wird auf seiner Südseite von halbrund schließenden Fenstern belichtet. Über dem klassizistischen Türgewände akzentuiert ein Dachreiter die Eingangsfront. Im Inneren vermittelt eine über kräftigem Gesims sitzende Voute zur Flachdecke des dreiseitig schließenden Raumes. Das kleine spätbarocke Altarretabel birgt in seiner säulenflankierten Nische eine Skulptur der Immaculata. Es wurde 1907 beschafft. Beachtung verdient der wohl gleichzeitig entstandene Bodenbelag aus schönen Mettlacher Ornamentfliesen.

### Sandsteinkreuz
In der Zufahrt zum Hof steht vor einer Fichte ein Sandsteinkreuz mit kleeblattförmig endenden Balken auf neugotischem Schaft, das 1857 von PETER BEGON und EWA BILLEN errichtet wurde.
Siehe auch: Liste der Kulturdenkmäler in Eßlingen

## Wirtschaft und Infrastruktur

### Unternehmen
In Badenborn ist das Unternehmen MBB Energie KG für Stromerzeugung durch Biogas ansässig.

### Verkehr
Badenborn ist durch die K 22 erschlossen. Es existiert zudem eine regelmäßige Busverbindung nach Bitburg.